# Zbigniew Czeski
Zbigniew Czeski (ur. 22 kwietnia 1935 w Dubnie na Wołyniu, zm. 19 sierpnia 2013 w Warszawie) — polski aktor, choreograf i reżyser teatralny.

## Kariera sceniczna

### Początki
Teatr im. Stefana Żeromskiego w Kielcach był miejscem jego oficjalnego debiutu. 30 czerwca 1957 r., w podwójnej roli (Baron II i Frazyn), pojawił się w sztuce Dzieje Tristana i Izoldy, której autorem jest Joseph Bédier, a reżyserem Irena Byrska.
- 8 X 1958: Kot w butach Zenon Laurentowski, reż. Lidia Rybotycka-Zaremba — jako Janek (Teatr im. Stefana Żeromskiego, Kielce-Radom).

### lata 60.
- 24 VIII 1960: Baśń o zaklętym kaczorze Maria Kann, reż. Lidia Rybotycka-Zaremba — układ tańca (Teatr im. Stefana Żeromskiego, Kielce-Radom)[2]
- 19 X 1960: Sułkowski Stefan Żeromski, reż. Jerzy Rakowiecki — jako Oficer (Teatr im. Juliusza Osterwy, Lublin)
- 15 III 1961: Archaniołowie nie grają w bilard Dario Fo, reż. Jan Biczycki — jako Giulio (Teatr im. Juliusza Osterwy, Lublin)
- 1 VII 1961: Romeo i Julia William Shakespeare, reż. Jerzy Zegalski — jako Parys (Teatr im. Juliusza Osterwy, Lublin)
- 29 I 1962: Opera za trzy grosze Bertolt Brecht, reż. Jerzy Goliński — jako Kuba (Teatr im. Juliusza Osterwy, Lublin)
- 4 III 1962: Montserrat Emmanuel Robles, reż. Lech Komarnicki — jako Antonanzas (Teatr im. Juliusza Osterwy, Lublin)
- 13 IV 1963: Królowa przedmieścia (wodewil) Konstanty Krumłowski, reż. Jerzy Ukleja — jako Stefan (Teatr im. Juliusza Osterwy, Lublin)
- 3 V 1963: Wielki Bobby Krzysztof Gruszczyński, reż. Jan Machulski — jako Peter (Teatr im. Juliusza Osterwy, Lublin)
- 20 XI 1963: Fizycy Friedrich Dürrenmatt, reż. Jerzy Ukleja — jako Jan Wilhelm Mobius (Teatr im. Juliusza Osterwy, Lublin)
- 12 IV 1964: Makbet William Shakespeare, reż. Jerzy Ukleja — jako Donalbein (Teatr im. Juliusza Osterwy, Lublin)
- 5 XI 1964
  - Czarowna noc Sławomir Mrożek — reżyseria (Teatr im. Juliusza Osterwy, Lublin)
  - Karol Sławomir Mrożek — reżyseria (Teatr im. Juliusza Osterwy, Lublin)
- 28 XI 1964: Wesele (dramat) Stanisław Wyspiański, reż. Zofia Modrzewska — jako Wojtek (Teatr im. Juliusza Osterwy, Lublin)
- 27 III 1965: Aktor Cyprian Kamil Norwid, reż. Kazimierz Braun — jako Chłopiec z kawiarni (Teatr im. Juliusza Osterwy, Lublin)
- 21 X 1965: Niech no tylko zakwitną jabłonie (widowisko muzyczne) Agnieszka Osiecka — reżyseria oraz w poczwórnej roli m.in. jako: Ubogi Zakochany, Pan z towarzystwa, Inteligent II (Teatr im. Juliusza Osterwy, Lublin)
- 20 XI 1965: Śmierć Gubernatora Leon Kruczkowski, reż. Stanisław Milski — asystent reżysera oraz jako Manuel (Teatr im. Juliusza Osterwy, Lublin)
- 19 II 1966: Horsztyński Juliusz Słowacki, reż. Józef Gruda — asystent reżysera oraz jako Skowicz (Teatr im. Juliusza Osterwy, Lublin)
- 25 XI 1966: Happy End Bertolt Brecht, Dorothy Lane i Kurt Weill — reżyseria oraz jako Bob "Profesor" (Teatr im. Juliusza Osterwy, Lublin).

### lata 70.
- 6 III 1970: Gościnny występ (program składany/kabaretowy/rewiowy) — reżyseria (Teatr Satyryków STS, Warszawa)[3]
- 19 VI 1970: Apetyt na czereśnie Agnieszka Osiecka — reżyseria (Teatr im. Juliusza Osterwy, Lublin)
- 16 I 1971: Boso, ale w ostrogach Jan Tomaszewski — choreografia, reżyseria oraz jako Lolek (Teatr Komedia, Warszawa)
- 12 VI 1971: Rachunek nieprawdopodobieństwa Jerzy Jurandot, reż. Bohdan Czechak — opracowanie choreograficzne (Teatr Polski, Bydgoszcz)
- 4 XII 1971: Perła Marc Camoletti — reżyseria (Teatr Powszechny w Łodzi)
- 4 III 1972: Romans z wodewilu Władysław Krzemiński, reż. Bohdan Czechak — układ choreograficzny (Teatr Polski, Bydgoszcz)
- 22 IV 1972: Diabeł nie śpi Ryszard Sielicki — choreografia i inscenizacja, reżyseria (Operetka, Łódź)
- 30 VI 1972: Boso, ale w ostrogach Jan Tomaszewski — choreografia, reżyseria (Teatr Zagłębia, Sosnowiec)
- 18 XI 1972: Parady Jan Potocki, reż. Lech Wojciechowski — choreografia (Teatr Polski, Warszawa)
- 3 III 1973: Ferdynand Wspaniały Ludwik Jerzy Kern — choreografia, reżyseria oraz w roli drugoplanowej (Teatr Komedia, Warszawa)
- 14 IV 1973: Romans z wodewilu Władysław Krzemiński, reż. Przemysław Zieliński — choreografia oraz jako Literat (Teatr Komedia, Warszawa)
- 3 XI 1973: Opera za trzy grosze Bertolt Brecht, reż. Stanisław Bieliński — choreografia (Lubuski Teatr im. Leona Kruczkowskiego, Zielona Góra)
- 26 I 1974: Co tu jest grane? Jan Pietrzak — choreografia, reżyseria (Teatr Komedia, Warszawa)
- 23 II 1974: Wodewil warszawski Zdzisław Gozdawa i Wacław Stępień — choreografia, reżyseria (Teatr Syrena, Warszawa)
- 20 VII 1974: Oby nam się (program składany/kabaretowy/rewiowy) — choreografia, reżyseria (Teatr Syrena, Warszawa)
- 14 XII 1975: Kabaretro czyli salon.... (widowisko kabaretowe), reż. Lech Wojciechowski — inscenizacja (Teatr Syrena, Warszawa)
- 19 XI 1977: Bardzo przyjemny wieczór (program składany/kabaretowy/rewiowy) — reżyseria (Estrada, Zielona Góra).

### lata 80.
- 1 V 1981: Wiosno, bądź nam siostrą (program składany/kabaretowy/rewiowy) — reżyseria („Music Hall” przy Oddziale TVP w Katowicach, Chorzów)[4]
- 5 II 1983: Ach, ten Paryż!...czyli sceny z życia cyganerii Henri Murger — choreografia, reżyseria (Teatr im. Aleksandra Fredry, Gniezno)
- 17 III 1984: Arlekin czyli przedziwne, zabawne i straszliwe przygody w zamorskich krajach Franciszek Zabłocki — choreografia, reżyseria (Lubuski Teatr im. Leona Kruczkowskiego, Zielona Góra)
- 22 IX 1984
  - Niedźwiedź Anton Czechow — reżyseria (Lubuski Teatr im. Leona Kruczkowskiego, Zielona Góra)
  - Oświadczyny Anton Czechow — reżyseria (Lubuski Teatr im. Leona Kruczkowskiego, Zielona Góra)
- 16 XI 1984: Boso, ale w ostrogach Jan Tomaszewski — choreografia, reżyseria (Operetka Warszawska)
- 16 XII 1984: Rozkosze życia Tadeusz Boy-Żeleński — scenariusz, reżyseria (Lubuski Teatr im. Leona Kruczkowskiego, Zielona Góra)
- 27 II 1985: Czarodziejski pierścień Lucjan Kaszycki — choreografia, reżyseria (Teatr Muzyczny, Lublin)
- 1 VI 1985: Pierścień i róża William Makepeace Thackeray — choreografia, reżyseria (Lubuski Teatr im. Leona Kruczkowskiego, Zielona Góra)
- 9 XI 1985: Dwanaście krzeseł Ilja Ilf i Jewgienij Pietrow — choreografia, reżyseria (Teatr Syrena, Warszawa)
- 6 III 1986: Czarodziejski pierścień Lucjan Kaszycki — choreografia, reżyseria (Teatr Muzyczny, Poznań)
- 5 IV 1986: Czarujący łajdak Pierre Chesnot — reżyseria (Teatr Powszechny w Łodzi)
- 20 IV 1986: Moralność pani Dulskiej Zapolska Gabriela, reż. Jowita Pieńkiewicz — opracowanie choreograficzne (Lubuski Teatr im. Leona Kruczkowskiego, Zielona Góra)
- 27 IX 1986: Wodewil warszawski Zdzisław Gozdawa i Wacław Stępień — reżyseria (Lubuski Teatr im. Leona Kruczkowskiego, Zielona Góra)
- 28 III 1987: Boso, ale w ostrogach Jan Tomaszewski — choreografia, reżyseria (Teatr Muzyczny, Poznań)
- 6 VI 1987: Fanfan Tulipan Zdenek Masek — choreografia, reżyseria (Teatr Powszechny w Łodzi)
- 29 XI 1987: Pierścień i róża, czyli historia Lulejki i Bulby William Makepeace Thackeray — choreografia, reżyseria (Teatr Powszechny w Łodzi)
- 16 IV 1988: Me and My Girl Noel Gay — inscenizacja, reżyseria (Teatr Muzyczny, Łódź).

### lata 90.
- 1 III 1990: Dziewczęta z Holandii Imre Kálmán — reżyseria (Teatr Muzyczny, Lublin)
- 27 VI 1992: Baron cygański Johann Strauss (syn) — reżyseria (Teatr Muzyczny, Łódź)[5]
- 2 X 1993: Ziemia obiecana Piotr Marczewski — inscenizacja, reżyseria (Teatr Muzyczny, Łódź)
- 25 XI 1994: Skrzypek na dachu Jerry Bock — inscenizacja, reżyseria (Teatr Muzyczny, Lublin)
- 10 XI 1995: Broadway bez wizy (program składany/kabaretowy/rewiowy) — scenariusz, reżyseria (Teatr Muzyczny, Lublin)
- 14 XII 1996: Frasquita Franz Lehár — reżyseria (Teatr Muzyczny, Gliwice)
- 21 VI 1997: Wiedeńska krew Johann Strauss (syn) — reżyseria (Opera i Operetka, Kraków)
- 20 III 1999: Życie paryskie Jacques Offenbach — reżyseria (Teatr Muzyczny, Lublin)
- 25 VI 1999: Bo to jest miłość... (program składany/kabaretowy/rewiowy) — scenariusz, reżyseria (Teatr Muzyczny, Łódź).

### wiek XXI
- 7 V 2000: Kuzynek z Księżyca Eduard Künneke — reżyseria (Opera i Operetka, Kraków)
- 15 IX 2000: Bo to jest miłość... (program składany/kabaretowy/rewiowy) — scenariusz, reżyseria (przedstawienie impresaryjne)[6]
- 22 IV 2001: Ptasznik z Tyrolu Karl Zeller — reżyseria i choreografia z W. Staszewskim (Teatr Muzyczny-Operetka Wrocławska)
- 13 IV 2002: Wiedeń, Paryż i ...Broadway (koncert przebojów) — reżyseria z Przemysławem Śliwą (Teatr Muzyczny, Lublin)
- 1 XII 2002: Baron cygański Johann Strauss (syn) — reżyseria (Teatr Muzyczny, Lublin)
- 3 XII 2005: Wesoła wdówka Franz Lehár — reżyseria (Teatr Muzyczny, Lublin)
- 26 I 2008: Skrzypek na dachu Jerry Bock — inscenizacja, reżyseria (Teatr Muzyczny, Lublin).

## Film
- 5 IV 1965: Wyspa złoczyńców przygodowy film dla młodzieży, reż. Stanisław Jędryka — jako milicjant Kowalski[7]
- 23 XII 1973: Czarne chmury 10-odcinkowy serial historyczny, reż. Andrzej Konic — jako członek bandy Walerego (odc. 8 — Wilcze doły)
- 18 X 1976: Brunet wieczorową porą komedia satyryczna, reż. Stanisław Bareja — jako ekspert w telewizji wypowiadający się na temat westernów
- 25 XI 1976: 07 zgłoś się 21-odcinkowy serial kryminalny, reż. Krzysztof Szmagier (odc. 4 — 300 tysięcy w nowych banknotach; odc. 9 — Rozkład jazdy)
- 23 XI 1986: Przyłbice i kaptury 9-odcinkowy serial przygodowy, reż. Marek Piestrak (odc. 1 — Porwanie).

## Telewizja
- 4 IX 1964: Zaczarowane koło Lucjan Rydel, reż. Kazimierz Braun[8]
- 4 XII 1967: Nie igra się z miłością Alfred de Musset, reż. Maryna Broniewska — jako Wieśniak
- 6 IV 1970: Dziewczęta z Nowolipek Pola Gojawiczyńska, reż. Stanisław Wohl
- 4 X 1973: Wodewil warszawski Zdzisław Gozdawa i Wacław Stępień — reżyseria.

## Przebieg pracy
W trakcie swej 52-letniej kariery scenicznej, wystąpił łącznie na deskach 21 polskich scen teatralnych i operowych:
- Teatr im. Stefana Żeromskiego w Kielcach: 1957-1960
- Teatr im. Juliusza Osterwy w Lublinie: 1960-1970 jako aktor, asystent reżysera i reżyser
- Studencki Teatr Satyryków, Warszawa: 1970 jako reżyser
- Teatr Komedia w Warszawie: 1971-1976 jako aktor, choreograf i reżyser
- Teatr Polski w Bydgoszczy: 1971-1972 jako choreograf
- Teatr Powszechny w Łodzi: 1971, 1986-1987 jako choreograf i reżyser
- Operetka, Łódź: 1972 jako choreograf, inscenizator i reżyser
- Teatr Zagłębia, Sosnowiec: 1972 jako choreograf i reżyser
- Teatr Polski im. Arnolda Szyfmana w Warszawie: 1972 jako choreograf
- Lubuski Teatr w Zielonej Górze: 1973, 1984-1986 jako choreograf i reżyser
- Teatr Syrena, Warszawa: 1974-1975, 1985 jako choreograf, inscenizator i reżyser
- Estrada, Zielona Góra: 1977 jako reżyser
- „Music Hall” przy Oddziale TVP w Katowicach, Chorzów: 1981 jako reżyser
- Teatr im. Aleksandra Fredry w Gnieźnie: 1983 jako choreograf i reżyser
- Operetka Warszawska: 1984 jako choreograf i reżyser
- Teatr Muzyczny w Lublinie: 1985, 1990, 1994-1995, 1999, 2002-2005, 2008 jako choreograf, inscenizator i reżyser
- Teatr Muzyczny w Poznaniu: 1986-1987 jako choreograf i reżyser
- Teatr Muzyczny w Łodzi: 1988, 1990-1994, 1999 jako inscenizator, reżyser, dyrektor artystyczny i naczelny
- Teatr Muzyczny, Gliwice: 1996 jako reżyser
- Opera i Operetka, Kraków: 1997, 2000 jako reżyser
- Teatr Muzyczny-Operetka Wrocławska: 2001 jako choreograf i reżyser.

## Śmierć
Zmarł w Warszawie w wieku 77 lat. Pochowany został w Giżycku (kwatera nr: 16–4–6).